# 地主神 (日本)
地主神（じぬしのかみ、ぢぬしのかみ）是日本宗教（特別是神道）的神的一種類型。有土地的守護神或土地以神之姿顯現之說。大多在神社、寺院奉祀，這類地主神是該神社、寺院的地域之地主神。

## 概要
最早在『古語拾遺』（9世紀成立）中記載，大地主神開闢田園。『延喜式』（10世紀成立）神祗五（神祗編第五卷）二十二條，記載齋宮祈年祭，也有關於地主神的記述。
地主神的信仰類型相當多樣，有荒神、田神、客人神、屋敷神性質的地主神，也有一族的祖先作為地主神的信仰對象。御神體也多樣，有自然石、石塔、祠、御幣等。奉祀場所也多樣，神社、寺院以外，山丘、森林的祠、屋敷，也有將一族之墓神格化的地域。

## 地主神之例
開發新土地之際，為了封印或得到該土地古來的神許可，而奉祀地主神。中世，神社、寺院建立之際，以該土地古來的神為地主神，也有以新設的鎮守社為地主神者。

### 主要的地主神
大國主神
被視為葦原中國的大地主神。
興玉神
興玉神在『神名秘書』中登場。五十鈴川領域的地主神。五十鈴的大宮處的地主神，土宮的地主神。
猿田彦命
猿田彦命與國土保全和豐收有關，別名大土御祖神，所以，猿田彦命被視為地主神。因此，由此產生猿田彦命是地主神之首之說。
大織冠聖靈（藤原鎌足之靈）
奈良縣多武峰的地主神。『多武峯略記』中登場的「大織冠聖靈」。在奈良縣談山神社奉祀。
日吉神
比叡山的地主神。
坂上田村麻呂
和清水寺建立有關，所以，在清水寺的舊鎮守社地主神社奉祀。

### 奉祀地主神的神社、寺院
- 榎本神社
- 小菅神社 (飯山市)
- 金峯神社 (吉野町)
- 高原熊野神社
- 戶隱神社
- 飛行神社
- 法明寺 (豐島區)
- 明王院境内

## 脚注
1. 1 2 3 4  『諸神 神名祭神辞典』。
2. 1 2 3 4  『日本神名辞典』
3. 1 2 3 4 5 6 7  『縮刷版 神道事典』
4. 1 2 3 4  『神道大事典 （縮刷版）』

## 關連項目
- 鎮守神・氏神・産土神
- 地鎮祭